# Seznam měst na Svatém Kryštofu a Nevisu
Toto je seznam měst na Svatém Kryštofu a Nevisu.
Zdaleka největším městem na Svatém Kryštofu a Nevisu je Basseterre, kde 1. ledna 2005 žilo 12 920 obyvatel, což představuje asi třetinu obyvatelstva celé země.
V následující tabulce jsou uvedena největší města, výsledky sčítání obyvatelstva z 1. ledna 2005 a distrikty, do nichž města náleží. Počet obyvatel se vztahuje na vlastní město bez předměstí. Města jsou seřazena podle velikosti.
| Města na Svatém Kryštofu a Nevisu | Města na Svatém Kryštofu a Nevisu | Města na Svatém Kryštofu a Nevisu | Města na Svatém Kryštofu a Nevisu |
| Pořadí                            | Město                             | Počet obyvatel                    | Distrikt                          |
| --------------------------------- | --------------------------------- | --------------------------------- | --------------------------------- |
| 1.                                | Basseterre                        | 12 920                            | Saint George Basseterre           |
| 2.                                | Charlestown                       | 1 538                             | Saint Paul Charlestown            |
| 3.                                | Saint Paul's                      | 1 183                             | Saint Paul Capisterre             |
| 4.                                | Sadlers                           | 986                               | Saint John Capisterre             |
| 5.                                | Middle Island                     | 887                               | Saint Thomas Middle Island        |
| 6.                                | Tabernacle                        | 789                               | Saint John Capisterre             |
| 7.                                | Cayon                             | 788                               | Saint Mary Cayon                  |
| 8.                                | Sandy Point                       | 780                               | Saint Anne Sandy Point            |
| 9.                                | Mansion                           | 690                               | Christ Church Nichola Town        |
| 10.                               | Dieppe Bay                        | 593                               | Saint John Capisterre             |
| 11.                               | Monkey Hill                       | 592                               | Saint Peter Basseterre            |
| 12.                               | Boyd's                            | 591                               | Trinity Palmetto Point            |
| 13.                               | Gingerland                        | 493                               | Saint George Gingerland           |
| 14.                               | Newcastle                         | 492                               | Saint James Windward              |
| 15.                               | Fig Tree                          | 395                               | Saint John Figtree                |
| 16.                               | Cotton Ground                     | 381                               | Saint Thomas Lowland              |